# Luis de García
Luis de García (ur. 18 maja 1984) – panamski zapaśnik walczący w stylu klasycznym. Brązowy medalista mistrzostw panamerykańskich, wicemistrz igrzysk Ameryki Płd., a także igrzysk Ameryki Środkowej w 2006 roku.